# Рудничний (Анжеро-Судженський міський округ)
Рудни́чний (рос. Рудничный) — селище міського типу у складі Анжеро-Судженського міського округу Кемеровської області, Росія.

## Населення
Населення — 3865 осіб (2010; 4418 у 2002).